# Maison des travailleurs d'Helsinki
La tour Paasi (finnois : Paasitorni) ou Maison des travailleurs d'Helsinki (finnois : Helsingin työväentalo) est un centre de réunions et de congrès construit dans la section Siltasaari d'Helsinki en Finlande.

## Histoire

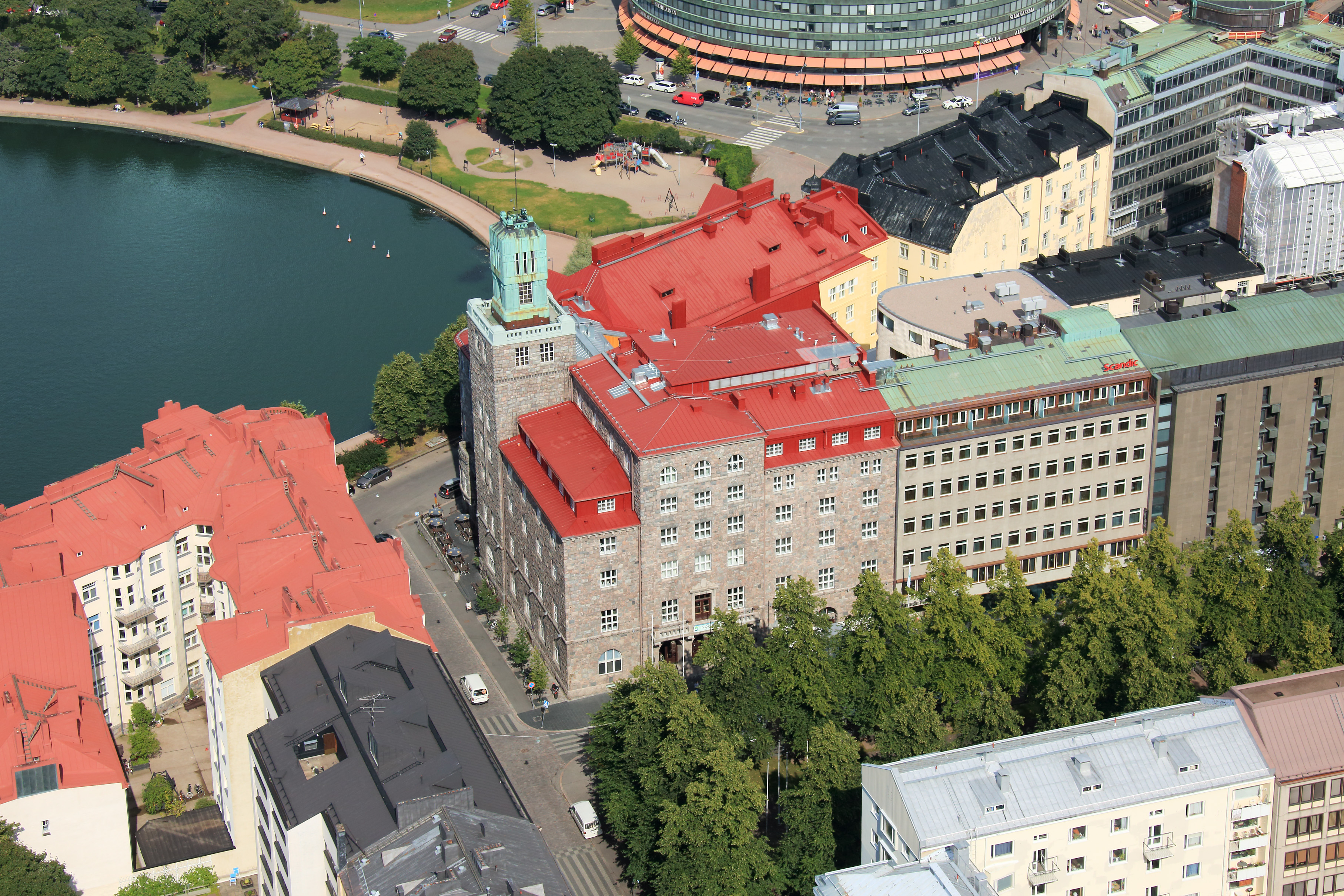
Vue plongeante sur la Paasitorni.

Le bâtiment de style Art nouveau a une grande valeur architecturale et culturelle. 
La construction  de la partie la plus ancienne du bâtiment, conçue par l'architecte Karl Lindahl, s'est achevée en 1908 pour devenir la maison des travailleurs d'Helsinki, et reste connue sous ce nom. 
Pendant longtemps, il a été un lieu de rencontre et de loisirs pour la population active, une maison du peuple pour la classe ouvrière.
Pendant la guerre civile de 1918, les gardes rouges établissent leur siège dans la Paasitorni. 
Les allemands venus a l'aide des garde blancs pilonnent lourdement la maison des travailleurs pendant la bataille d'Helsinki. 
La tour et la salle des congrès sont fortement endommagées et devront être reconstruites après la guerre.
Depuis le milieu des années 1990, la Paasitorni se développe comme centre de congrès. Aujourd'hui, l'édifice compte près de 30 salles de réunion et de banquet pouvant accueillir jusqu'à 800 personnes, quatre restaurants (Paasiravintola, Paasin Kellari, Juttutupa ja Graniittilinna) et un hôtel le Scandic Paasi de 170 chambres.

## Étymologie
Jusqu'en 1938, la rue Paasivuorenkatu entre Paasitorni et le parc de Paasivuori s'appelait Sirkuskatu. 
Elle est renommée en l'honneur de Matti Paasivuori, un député et pionnier des syndicats d'Helsinki, décédé en 1937.